# Amuse 3
Amuse 3 est un bloc de programmes français pour la jeunesse, diffusé du 21 septembre 1986 au 8 septembre 1991 sur FR3.

## Histoire
Amuse 3 succède à FR3 Jeunesse à l'antenne depuis 1975, et ce à partir du 21 septembre 1986. Amuse 3 est produite par IDDH avec la participation de FR3, qui importe les premiers séries d'animation japonaises en France. Un accord avec la société espagnole BRB permettait d'utiliser les personnages de la série David le gnome comme présentateurs virtuels (des extraits des épisodes étaient remontés et redoublés). Parallèlement, IDDH investit dans plusieurs séries américaines afin de gonfler le catalogue français de la société, les plus gros succès venant des Tortues Ninja et de Denver, le dernier dinosaure, dont certains scripts sont écrits par Bruno-René Huchez ou des collaborateurs. Ce système très efficace permettait de faire travailler à la fois le studio français et d'acquérir à moindre frais un imposant catalogue de programmes considérés comme « français ».
Lors de sa première saison, Amuse 3 est programmée le dimanche soir de 17 h à 18 h 30 et de 19 h à 20 h. Puis, dès la rentrée 1988, le mercredi matin, le samedi matin, le dimanche matin et le dimanche soir (moins longtemps qu'avant). Dès janvier 1989, l'émission est également diffusée du lundi au vendredi à 17h30.
Au cours de l'été 1990, FR3 teste une émission quotidienne dans la case horaire de 14h : Chut ! Les parents se reposent. Forte de ce succès d'audience, l'émission se poursuit dans la case horaire de 17h30 sous le titre Allô Bibizz !. À partir du 7 janvier 1991, Allô Bibizz ! disparait au profit d'Amuse 3 qui devient quotidienne.
L'émission perd progressivement du temps d'antenne pour être finalement diffusée uniquement le mercredi après-midi et le dimanche soir. Cette formule perdurera jusqu'à la fin de l'émission en 1991.

## Programmation

### Présentateurs
- David le Gnome (1986-1990)
- Lisa (1986-1990)
- April O'Neil et les Tortues Ninja (1990-1991)

### Séries d'animation
- Babar
- Belle et Sébastien
- Bouba
- Le Manège enchanté
- Boumbo
- Les Trois Mousquetaires
- Cadichon
- Chobin
- Conan, le fils du futur
- Le Croc-note Show
- Dan et Danny
- Denver, le dernier Dinosaure
- Démétan
- David le gnome
- Les Entrechats
- Lucky Luke
- Molierissimo
- Diplodo
- Les Aventures de Huckleberry Finn
- Les Aventures de Pollen
- Les Contes de Grimm
- Les Muppet Babies
- Les Petits Malins
- Il était une fois… la Vie
- L'Oiseau bleu
- Madeline
- Nell
- Petit Ours Brun
- Princesse Saphir
- Qui? quoi? comment? : Histoires avec des questions
- Robbie le petit Robot
- Signé Cat's Eyes
- Le Spectacle de Bullwinkle
- Speedy Gonzales
- Sam le pompier
- Tom Sawyer
- Tortues Ninja : Les Chevaliers d'écaille
- Moi Renart

### Séries live et documentaires
- Les Aventures du capitaine Lückner
- Souris noire
- Les Aventures de Pinocchio (mini-série)
- Splendeur sauvage (émission animalière)
- Le Chevalier lumière[3]
- Le Muppet Show[4]